# Il capanno degli attrezzi
Il capanno degli attrezzi (The Potting Shed) è un'opera teatrale di Graham Greene.

## Trama
Lo scrittore James Callifer torna alla casa dov'è nato.
Qui incontra il suo vecchio zio, un parroco, che gli salvò la vita quando aveva quattordici anni.
Dopo tanti anni James scopre i retroscena di quell'episodio ed i motivi della vicenda umana dello zio che ha perso la fede.

## Rappresentazioni
Il debutto di The Potting Shed è stato il 29 gennaio 1957 al Bijou Theatre di New York e poi al John Golden Theatre, per un totale di 143 repliche. La regia era di Carmen Capalbo, gli interpreti: Robert Flemyng (James Callifer), Sybil Thorndike, Frank Conroy, Leueen MacGrath, Joan Croydon, Lewis Casson, Carol Lynley.
La prima rappresentazione in Italia (e anche in Europa), nella traduzione di Alvise Sapori, è stata il 19 gennaio 1958 al Teatro Giacosa di Ivrea, per la regia di Enzo Ferrieri. Interpreti: Augusto Mastrantoni, Luciano Alberici, Anna Maria Alegiani, Esperia Sperani, Ruggero De Daninos, Gastone Bartolucci, Marcello Bertini, Renata Padovani.

## Adattamenti
Nel 1963 Sandro Bolchi ha diretto la versione filmica Il capanno degli attrezzi.

## Riconoscimenti
- 1957 - Tony Award, Miglior attore non protagonista in un'opera teatrale a Frank Conroy nel ruolo di Padre Callifer
- 1957 - Theatre World Award a Carol Lynley